# De'Anthony Thomas
Pour les articles homonymes, voir Thomas.
(en) Statistiques sur pro-football-reference
De'Anthony Marquies Thomas, né le 5 janvier 1993 à Los Angeles, est un joueur américain de football américain.
Il joue au poste de wide receiver pour les Lions de la Colombie-Britannique en Ligue Canadienne de Football  (depuis 2022) après avoir joué pour les Chiefs de Kansas City et les Ravens de Baltimore en National Football League (NFL). Il est aussi également spécialiste des retours sur kickoffs
Après avoir joué au niveau universitaire pour les Ducks de l'Oregon, il est sélectionné en tant que 124e choix global au 4e tour par les Chiefs de Kansas City lors de la draft 2014 de la NFL.

## Biographie

### Jeunesse
Quand De'Anthony Thomas avait 12 ans, il était une star de Pop Warner Little Scholars (en) et a joué pour les Crenshaw Bears dans la Snoop Youth Football League de Snoop Dogg. Snoop Dogg prétend lui avoir donné le surnom de « Black Mamba », bien que Sports Illustrated ait déclaré que c'est un autre entraîneur de la ligue qui a identifié Thomas à Snoop Dogg comme le « Black Mamba ». Thomas lui-même préfère l'orthographe « Black Momba ».
Il est diplômé du Crenshaw High School de Los Angeles, où il a joué comme running back, defensive back et wide receiver sous les ordres de l'entraîneur Robert Garrett. Thomas a couru pour 1 299 yards et a inscrit 18 touchdowns en attaque. Il a également intercepté cinq passes en défense tout en aidant Crenshaw, avec un bilan de 12 victoires et 2 défaites, à remporter son deuxième championnat de ville consécutif. Il est considéré comme une recrue cinq étoiles par Rivals.com.
Thomas était également un sprinter sur piste. Il a un record personnel de 10,25 secondes au 100 mètres et de 20,39 secondes au 200 mètres. Au lycée, il a gagné le championnat de section de ville de Los Angeles aux 100 mètres en 2009 et a terminé 6e aux 100 mètres et 2e aux 200 mètres à la rencontre de Californie. En 2010, il a remporté le championnat LACS aux 100 mètres et aux 200 mètres, mais lors de la compétition de Californie, il n'a pas réussi à dépasser les rondes préliminaires du 100 mètres et a terminé dernier dans la finale du 200 mètres.

### Carrière universitaire
De'Anthony Thomas figure parmi les jeunes joueurs de football américain les plus décorés de tous les temps à Los Angeles et l'une des recrues les plus recherchées de la classe de recrutement de 2011. Cela a été un choc lorsque De'Anthony Thomas a annoncé sa décision de rejoindre l'Université de l'Oregon au lieu de l'Université de Californie du Sud, qui était à 10 minutes de l'endroit où il vivait.
Le 29 janvier 2011, il est secrètement aller en Oregon lors d'un voyage de recrutement et a décidé de jouer pour les Ducks de l'Oregon sous les ordres de l'entraîneur Chip Kelly.

### Carrière professionnelle

#### Draft
| Taille | Poids | Bras  | Main  | Sprint   | Sprint   | Sprint   | Shuttle 20 yards | 3 cones drill | Détente   | Détente     | Développé couché | Test Wonderlic |
| Taille | Poids | Bras  | Main  | 40 yards | 10 yards | 20 yards | Shuttle 20 yards | 3 cones drill | verticale | horizontale | Développé couché | Test Wonderlic |
| 1.75 m | 80 kg | 76 cm | 25 cm | 4,50 s   | -        | -        | -                | -             | 81 cm     | 3,15 m      |                  |                |

#### Chiefs de Kansas City (2014-2019)
De'Anthony Thomas a été sélectionné par les Chiefs de Kansas City au quatrième tour (124e rang) lors de la draft 2014 de la NFL. Le 7 août 2014, De'Anthony Thomas a fait un retour de punt de 80 yards pour un touchdown lors du premier match préparatoire des Chiefs. Après sa sélection par les Chiefs, De'Anthony Thomas devait jouer en tant que wide receiver tout en jouant également comme running back à l'attaque, ainsi que spécialiste des retours de punts, de la même manière que Dexter McCluster avait été utilisé lors des saisons précédentes avant de quitter l'équipe pendant l'intersaison. Au cours de la saison 2014 de la NFL, il a couru pour 113 yards et a marqué un touchdown par la course. Il a également attrapé 23 passes pour un total de 156 yards. En plus de cela, le 14 décembre 2014, il a retourné un botté de punt pour 81 yards menant au touchdown contre les Raiders d'Oakland. Il a terminé la saison avec 405 yards sur les retours de punt pour 34 tentatives. Il a également été le principal spécialiste des retours de kickoffs des Chiefs, en retournant 14 kickoffs pour un total de 428 yards.
Au cours de la pré-saison en 2015, Thomas passe définitivement au poste de wide receiver. Bien qu'étant moins utilisé, il a été en mesure de marquer un touchdown sur 17 passes réceptionnées pour 140 yards, et courir pour 34 yards et marquer un touchdown à la course.
Thomas fait son retour sur le terrain lors de la saison 2016. Il voit une grande partie de son rôle diminuer, particulièrement en tant que spécialiste des retours de coups de pied, avec l'émergence du débutant Tyreek Hill. Thomas a quand même pu retourner 15 coups de pied pour 338 yards, mais n'a pas retourné un seul retour de punt. Pourtant, il a tout de même réussi à gagner 35 yards par la réception sur 7 passes attrapés et 29 yards au sol.
Au début de la saison 2017 de la NFL, Thomas devait initialement revenir au poste de spécialiste des retours de kickoffs. Il a été rapidement démis de cette fonction, lorsqu'il est dorénavant utilisé en attaque après la blessure de leur receveur no 1 Chris Conley (en). En 16 matchs disputés, De'Anthony Thomas a réceptionné pour 143 yards sur 14 passes attrapées et 2 touchdowns marqués. Ces touchdowns ont été marqués durant deux semaines consécutives, y compris une réception de 57 yards ayant mené au touchdown contre les Steelers de Pittsburgh le 15 octobre 2017. Il a également continué à jouer pour les unités spéciales. Le 2 janvier 2018, il est placé sur la liste des blessés en raison d'une blessure à la jambe et manque ainsi la phase éliminatoire.
Le 14 mars 2018, il signe un nouveau contrat avec les Chiefs. Le 9 septembre 2018, il a attrapé une passe de touchdown d'un yard lors de la victoire 38 à 28 contre les Chargers de Los Angeles. La semaine suivante, il a retourné un punt de 48 yards lors de la victoire 42 à 37 contre les Steelers de Pittsburgh. Le 13 octobre 2018, il subit une fracture à la jambe lors d'un entraînement et manque le restant de la saison.
Le 20 août 2019, il prolonge de nouveau son aventure avec les Chiefs. Il est suspendu pour le premier match de la saison pour avoir enfreint la politique de la NFL sur les abus de substances. Le 9 septembre 2019, il a été réintégré de sa suspension. Le 22 octobre 2019, il est libéré par les Chiefs.

#### Ravens de Baltimore
Le 5 novembre 2019, il signe avec les Ravens de Baltimore. Il y devient le returner titulaire pour le reste de la saison. En huit matchs de saison régulière avec les Ravens, il gagne 166 yards en 10 retours de kickoff et 93 yards en 13 retours de punt. En attaque, il n'effectue qu'une seule course pour un gain d'un yard. Lors du match de phase finale (tour de division) disputé contre les Titans, il gagne 71 yards lors de 3 retours de kickoff.
Le 16 mars 2020, il signe une prolongation de contrat avec les Ravens. Le 27 juillet 2020, il décide de ne pas jouer la saison 2020 en raison de la pandémie de Covid-19. Il est libéré le 18 janvier 2021.

#### Lions de la Colombie-Britannique
Le 1er février 2022, Thomas signe chez les BC Lions en Ligue canadienne de football pour la saison 2022. À la mi-mai, Thomas ne se présente pas au camp d'entraînement des recrues à Kamloops et n'est finalement pas repris dans le roster final des Lions,.